# Singulativ
Singulativ bezeichnet in manchen Sprachen eine die Einzahl (Singular) anzeigende Form eines Substantivs. In solchen Sprachen gibt es eine unmodifizierte Grundform (einfachste Form), die  grammatisch „numerusundifferenziert“ ist und z. B. die Bezeichnung für ein Kollektiv darstellt (sie wird auch Transnumeral genannt):  Aus dieser Kollektivform wird sekundär durch Erweiterung oder/und phonetische Veränderungen (in indoeuropäischen Sprachen meist Affixe oder Umlaut oder beides) der Singulativ gebildet.
Viele Sprachen (wie das Deutsche) benötigen keinen Singulativ. Dort ist schon der Singular die einfachste Form, und alle anderen Nominalstämme werden davon abgeleitet.
Das Walisische zum Beispiel hat jedoch Substantive, deren einfachste Grundform ein  Kollektiv ausdrückt. Durch ein Singulativsuffix entsteht die Einzahlform: adar (Vögel) → aderyn (ein Vogel) (Suffix + Umlaut), mefus (Erdbeeren) → mefusen (eine Erdbeere) oder coed (Wald) → coeden (Baum).